# Dentrachelophorus unicus
Dentrachelophorus unicus es una especie de coleóptero de la familia Attelabidae.

## Distribución geográfica
Habita en Madagascar.